# Tissu lymphoïde associé aux muqueuses
Pour un article plus général, voir Système immunitaire des muqueuses.

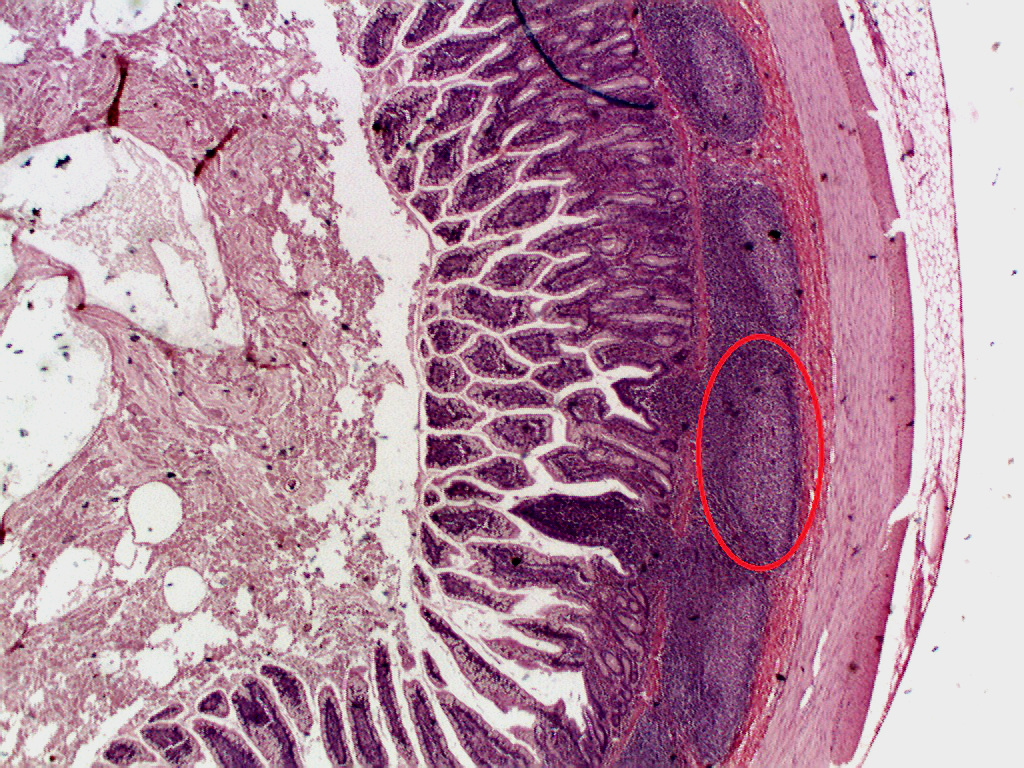
Image des tissus lymphoïdes du petit intestin.

Les tissus lymphoïdes associés aux muqueuses (en anglais : mucosa-associated lymphoid tissue, MALT) forment une partie des organes lymphoïdes secondaires qui se situent, de manière diffuse, dans différents organes du corps, par exemple dans le tube digestif, les poumons, la peau, etc., toujours sous l'épithélium de la muqueuse. 
Ces tissus lymphoïdes associés aux muqueuses sont histologiquement et fonctionnellement proches des follicules trouvés dans les nœuds lymphatiques, ils contiennent des lymphocytes B, T et T auxiliaires (ou T helper). 
Le plus important (quantitativement) de ces tissus est le tissu lymphoïde associé au tube digestif. 

## Différents types
Ils sont souvent subdivisés de manière suivante :
- GALT (en anglais : gut-associated lymphoid tissue) : MALT situé dans le chorion de l'intestin grêle, composé entre autres par les plaques de Peyer.
- BALT (bronchus-associated lymphoid tissue) : MALT associé aux bronches.
- NALT (nose-associated lymphoid tissue) : MALT associé à la cavité nasale.
- LALT (larynx-associated lymphoid tissue) : MALT associé au larynx.
- SALT (skin-associated lymphoid tissue) : MALT associé à la peau.
- VALT (vascular-associated lymphoid tissue) : un type de MALT récemment découvert, associé aux artères, dont le rôle est inconnu.
- CALT (conjunctiva-associated lymphoid tissue) : MALT associé au tissu conjonctif dans l'œil.

## Rôle dans les maladies
Les tissus lymphoïdes associés aux muqueuses ont un rôle important dans l'activation de la réponse immunitaire, mais ils peuvent être aussi le site de lymphomes, habituellement des lymphomes non hodgkiniens. Le lymphome gastrique du MALT est étroitement lié à une infection par la bactérie Helicobacter pylori.